# Centro de Memória do Circo
O Centro de Memória do Circo ou Museu do Palhaço  é um centro de memória que contém o acervo e diversas histórias das tradições circense no Brasil. Localizado dentro do centro cultural Galeria Olido, a ideia da criação foi com base na doação do acervo do Circo Garcia, que digressou pelo Brasil entre 1928 a 2003, do Circo Nerino , que digressou pelo Brasil entre 1913 a 1964, e da coleção de Verônica Tamaoki, graduada em artes circenses em 1982 pela Academia Piolin de Artes Circenses e fundadora/coordenadora do Centro de Memória do Circo. O espaço é mantido pela prefeitura e é vinculado com o Departamento do Patrimônio Histórico, da Secretaria de Cultura da Prefeitura Municipal de São Paulo.

## História

### Origem
Localizado no Largo do Paiçandu, área do distrito da República no Centro de São Paulo, o Centro e Memória do Circo foi inaugurado em 16 de Novembro de 2009 com intuito de preservar e divulgar a história do circo no Brasil.
O Largo do Paiçandu está profundamente ligado ao Circo, pois muitos “Circos de Cavalinhos” - circos que tinham cavalos como atração principal - se apresentaram ali; e foi também onde encontrava-se o Café dos Artistas, ponto de encontro dos artistas circenses ao lado da Galeria Olido, que ocorrida todas às segundas-feiras. Antes o Café dos Artistas era localizado no Largo do Rosário, atualmente a Praça Antônio Prado.  Além disso, o Largo do Paiçandu foi palco de apresentações por longas temporadas do palhaço Piolin, consagrado e reconhecido palhaço da década de 1920.

Em 2008, Verônica Tamaoki, equilibrista, malabarista,  fundadora do Grupo Tapete Mágico e da Escola Picolino de Artes do Circo em Salvador, foi convidada por Carlos A. Calil, Secretário Municipal de Cultura de São Paulo, para a criação e inserção do Centro De Memória do Circo, primeiro centro exclusivamente dedicado à memória do circo. Tamaoki doou seu acervo pessoal e todo o acervo do Circo Garcia dado para ela. E 1986, fez uma pesquisa em que percorreu e investigou todos os lugares onde o circo nacional havia passado. Em 2000 publicou o Livro “Fantasma do Circo”, em 2004 publicou o livro “Circo Nerino” em que o co-autor é o filho do fundador de tal Circo, Roger Avanzi, conhecido como Palhaço Picolino.

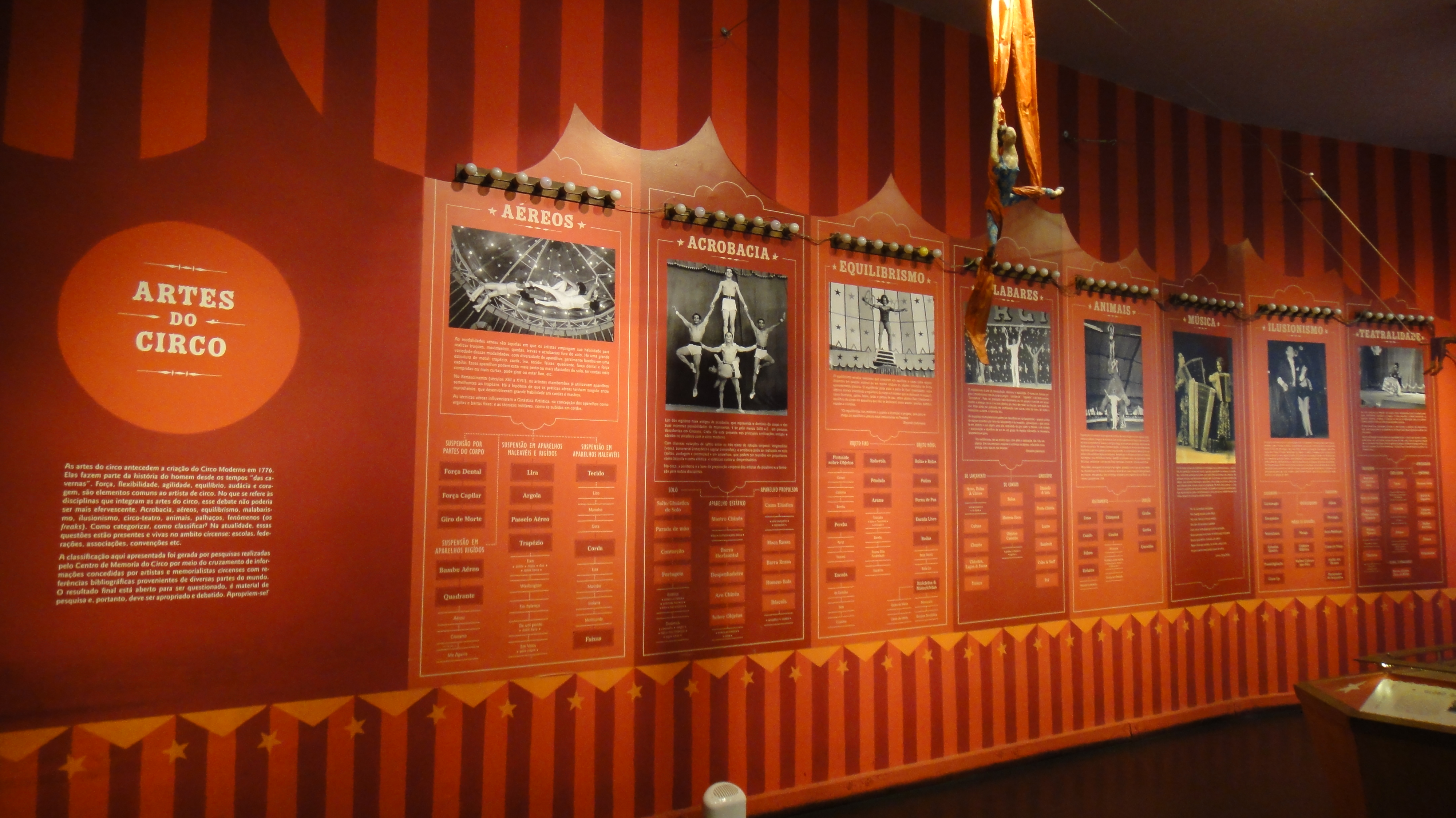
Seção "Artes do Circo" na parte térrea do Centro de Memória do Circo.

### Acontecimentos

#### Piolin no Centro de Memória do Circo
Em dezembro de 2015, o Museu de Arte de São Paulo Assis Chateaubriand (MASP), que obtinha os pertences do Palhaço Piolin guardados após sua morte no museu por conta dele se apresentar no vão livre do museu dos anos de 1972 a 1973 (ano de sua morte), doou o acervo do palhaço para o Centro de Memória do Circo, acontecimento simbólico para a história do memorial, que se situa no Largo do Paiçandu, local importante para a história do circo na cidade de São Paulo e onde o palhaço se apresentava.

#### Arrecadação para o Centro de Memória
Em maio de 2017, diversos circos e artistas brasileiros entre eles o Circo Estoril, Circo Di Napoli, Marcelo Médici, Gero Camilo, entre outros, se uniram em prol do Centro de Memória do Circo, dos dias 4 a 7 do mês. Eles dedicaram suas apresentações ao Centro com o intuito de promover a preservação e exibição de seu acervo. Houve dois espetáculos inéditos no evento: o Cabaré Royal e o Cabaré Turno da Madrugada, que tiveram entrada de livre contribuição. A divulgação desse evento teve contribuição de artistas como Barbara Paz, Selton Mello, Fernanda Vasconcelos, entre outros.

#### Lançamento do Livro Centro de Memória do Circo
Para comemorar seu sétimo aniversário, o Centro de Memória do Circo, no dia 19 de junho de 2017, lançou o seu primeiro livro intitulado “Centro de Memória do Circo” que compila parte de seu acervo e suas atividades. O lançamento do livro reuniu diversos artistas circenses no Largo do Paiçandu, local onde a Galeria Olido, que abriga o centro de memória se encontra, lembrando uma reunião do Café dos Artistas, acontecimento semanal onde diversos artistas se encontravam no local.

### Circo Garcia e Circo Nerino
O Circo Garcia foi fundado em 1928 por Antolin Garcia. O circo é uma das principais partes do acervo do centro de memória, foi o circo brasileiro de maior longevidade.Circo-variedades, o Circo Garcia tinha como característica mais relevante a presença de animais em seus espetáculos, principalmente chimpanzés. Com o nome de Circo Brasil, passou por quatro continentes: África, América do Norte, América do Sul, e Ásia. Em 2002, após 75 anos de existência, o circo parou seu funcionamento.
O Circo Nerino, classificado como circo-teatro, que em sua primeira metade do espetáculo era circo e na segunda metade era teatro, é outra grande parte do acervo do centro de memória. Foi inaugurado em 1913 pelo casal Nerino e Armandine Avanzi, e no ano de 1964 parou sua continuidade. Circo de pau-fincado e circo-família, o Circo Nerino tinha em seu elenco o palhaço Picolino, que tornou-se conhecido no Brasil no início do século XX.

## Arquitetura

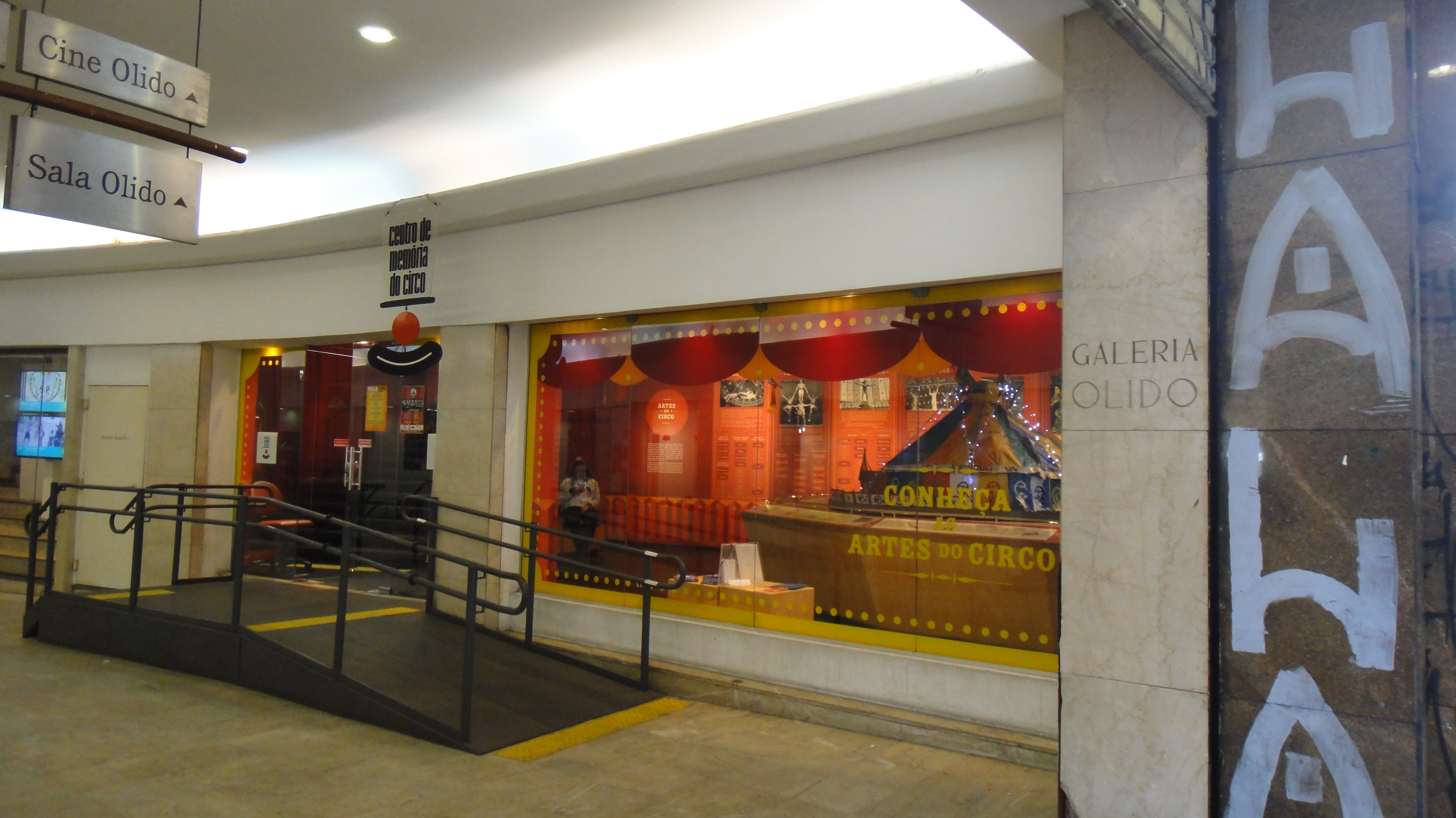
Entrada da Rua Dom José de Barros da Galeria Olido com vista da parte térrea do Centro de Memória do Circo.

O Centro de Memória do Circo é dividido em dois espaços. O espaço no térreo da Galeria Olido, onde se encontra a seção Artes do Circo e a maquete feita pelo Mestre Maranhão; e o espaço da sobreloja da Galeria Olido, onde se encontra a Área de Convivência (para debates, eventos e palestras.), e as seções de Homenagem aos artistas que se destacaram no circo brasileiro, Linha Do Tempo e Saberes do Circo (grande maquete que mostra toda a arquitetura, gastronomia e cenário do circo). Essas exposições em geral são chamadas de "Hoje tem Espetáculo", que rendeu à curadora da exposição, Verônica Tamaoki, o prêmio de voto popular da categoria Circo.

### Galeria Olido
Além do Centro de Memória, a Galeria Olido abriga um cinema, um centro de dança e um espaço de leitura com um acervo especializado em artes, além de oferecer diversas oficinas artísticas, a galeria também é sede de uma das cinco centrais de informação turísticas em São Paulo. 

## Acervo

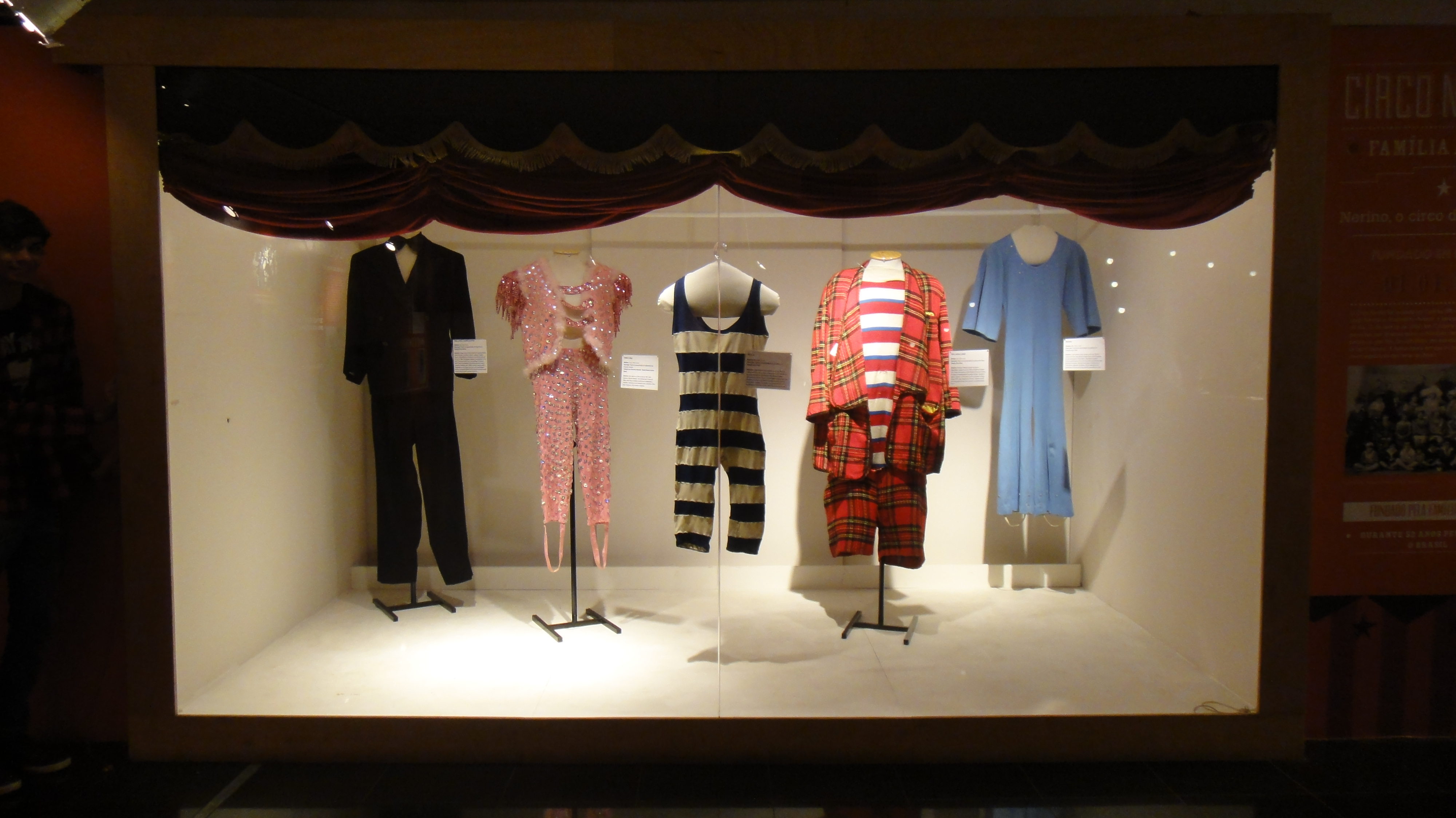
Alguns figurinos usados pelos circenses de diversos circo do Brasil.

O acervo do Centro de Memória do Circo constitui-se por doações de circos, iniciados por coleções vindas dos Circos Garcia(1928-2013) e Nerino(1913-1964), os circos mais bem sucedidos da história circense no Brasil, assim como informações sobre a primeira trupe japonesa, sobre o palhaço Piolin entre outras figuras importantes para a história do circo brasileiro, no acervo, fotos, documentos históricos como revistas circenses, cartazes de circo, livros e materiais audiovisuais sobre o tema, materiais usados nos circos e figurinos são coletados, postos em um centro de tratamento e pesquisa e assim depois levados à apresentação para o público.
Encontra-se disponível apenas as peças que já passaram por tratamento de higienização e acondicionamento.